# Oligofagia

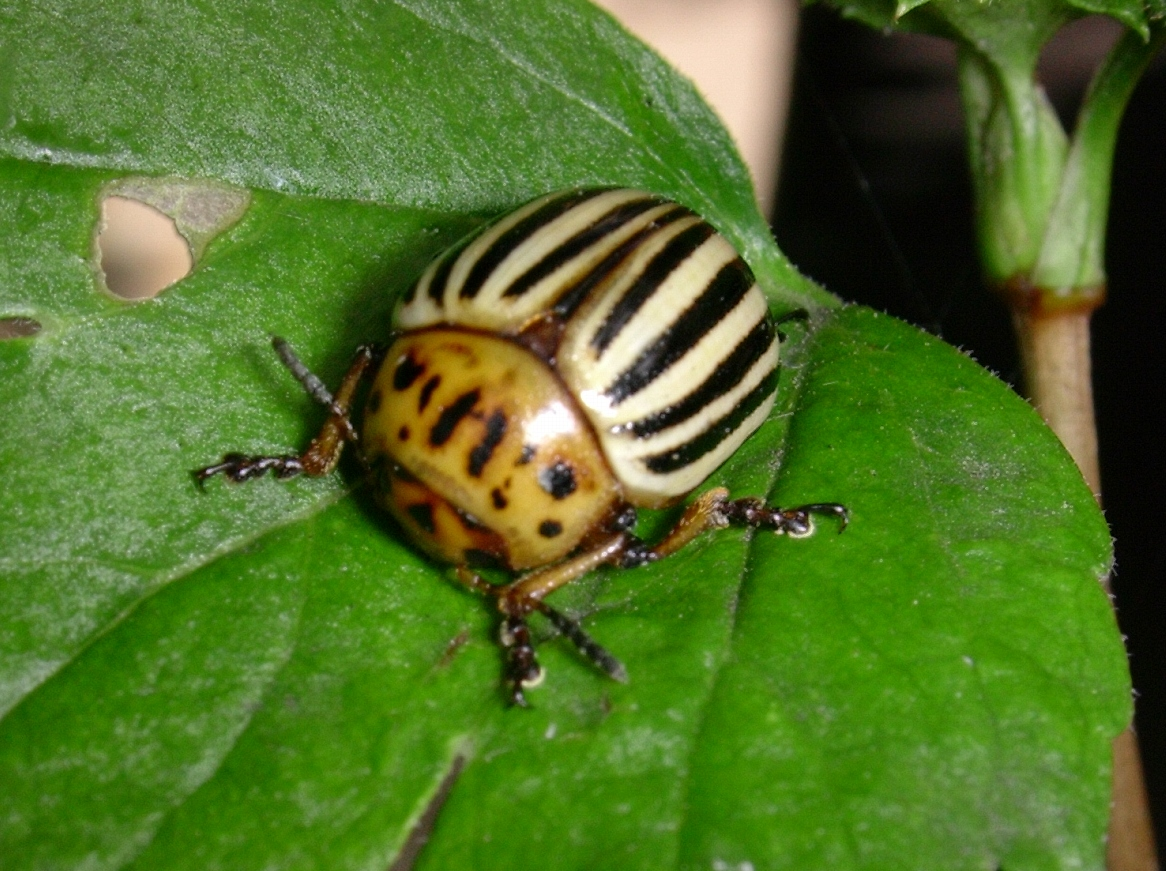
2

La oligofagia se refiere a la alimentación de sólo unos pocos alimentos específicos, y la monofagia cuando se restringe a una sola fuente de alimento. El término se asocia generalmente con el comportamiento dietético de los insectos. Los organismos pueden presentar oligofagia estrecha o específica, en la que la dieta se restringe a muy pocos alimentos, u oligofagia amplia, en la que el organismo se alimenta de una amplia variedad de alimentos específicos, pero de ningún otro.
La polifagia, por el contrario, se refiere a comer un amplio espectro de alimentos. En el mundo de los insectos, suele referirse a insectos que se alimentan de plantas pertenecientes a distintas familias.

## Ejemplos
La dieta de las polillas de la yuca se limita a los frutos en desarrollo de especies de yucca, mientras que la liebre de mar, Aplysia juliana, se encuentra y se alimenta sólo de una única alga, Ulva lactuca (Linnaeus) en aguas del este de Australia. Por el contrario, puede decirse que la langosta migratoria es ampliamente oligofágica o incluso polífaga.